# Mägiste (przystanek kolejowy)
Mägiste – przystanek kolejowy w miejscowości Mägiste, w prowincji Valga, w Estonii. Położony jest na linii Tartu - Valga.